# Сосиете нувел дьо синематографи
„Сосиетѐ нувѐл дьо синематографѝ“ (на френски: Société nouvelle de cinématographie, SNC) е френско предприятие за производство на филми със седалище в Париж.
Основано е през 1934 година от филмовите продуценти Рьоне Пинер и Леон Бейту. Развива най-активна дейност през 60-те и 70-те години на XX век, когато участва в продукциите на популярната поредица на Жан Жиро, започнала с „Полицаят от Сен Тропе“, някои от ранните филми на Жан-Люк Годар, първите екранизации на романите на Карл Май за Винету. От 80-те години постепенно намалява активността си, а през 2005 година е придобито от телевизионната група „Груп Eм Сис“.

## Избрана филмография
- „До последен дъх“ (À bout de souffle, 1960)
- „Полицаят от Сен Тропе“ (Le Gendarme de Saint-Tropez, 1964)
- „Полицаят в Ню Йорк“ (Le Gendarme à New York, 1965)
- „Търсачи на приключения“ (Les Aventuriers, 1967)
- „Полицаят се жени“ (Le Gendarme se marie, 1968)
- „Басейнът“ (La Piscine, 1969)
- „Полицаят се пенсионира“ (Le Gendarme en Balade, 1970)
- „Кацнал на едно дърво“ (Sur un arbre perché, 1971)
- „Петролотърсачките“ (Le pistolere, 1971)
- „Полицаят и извънземните“ (Le Gendarme et les Extraterrestres, 1979)
- „Полицаят и полицайките“ (Le Gendarme et les gendarmettes, 1982)
- „Астерикс: Имението на боговете“ (Astérix – Le Domaine des Dieux, 2014)